# 디즈니 인터랙티브 스튜디오
디즈니 인터랙티브 스튜디오(Disney Interactive Studios, Inc.)는 월트 디즈니 컴퍼니의 소프트웨어와 비디오 게임의 개발 · 판매 회사이다.

## 개요
1988년 월트 디즈니 컴퓨터 소프트웨어(Walt Disney Computer Software)로 창립하였다. 가정용 게임기용으로, 디즈니 캐릭터의 게임화 권리 라이센스 사업을 실시했지만, 2005년경부터 개발 스튜디오를 산하에 두고 자사 발매도 시작하게 되었다. 2003년에 부에나 비스타 게임스(Buena Vista Games, Inc.)으로, 2007년에 현재의 회사명으로 변경하였다.

## 게임
- 빅 히어로
- 카 (비디오 게임)
- 카 툰: 메이터의 놀라운 이야기
- 캠프 락 2: 마지막 콘서트
- 나니아 연대기: 사자, 마녀, 그리고 옷장 (비디오 게임)
- 나니아 연대기: 캐스피언 왕자 (비디오 게임)
- 디즈니 프린세스
- 아메리칸 드래곤: 제이크 롱
- 라이온 킹
- 인어 공주
- 덕테일즈: 리마스터드
- 인크레더블 (비디오 게임)
- 인크레더블: 언더마이너의 침공
- 조나스 L.A.
- 킹덤 하츠
- 킹덤 하츠: 체인 오브 메모리즈
- 킹덤 하츠 2
- 킹덤 하츠: 체인 오브 메모리즈
- 킹덤 하츠 버스 바이 슬립
- 킹덤 하츠 358/2 Days
- 킹덤 하츠 코디드
- 킹덤 하츠 코디드
- 킹덤 하츠 3D: 드림 드롭 디스턴스
- 킹덤 하츠 III
- 라이온 킹 (비디오 게임)
- 리틀 아인슈타인
- 리지의 사춘기
- 라따뚜이 (비디오 게임)
- 월-E (비디오 게임)